# 冥王星の日食
冥王星の日食（めいおうせいのにっしょく）とは、冥王星の表面の観測者から見られる日食である。

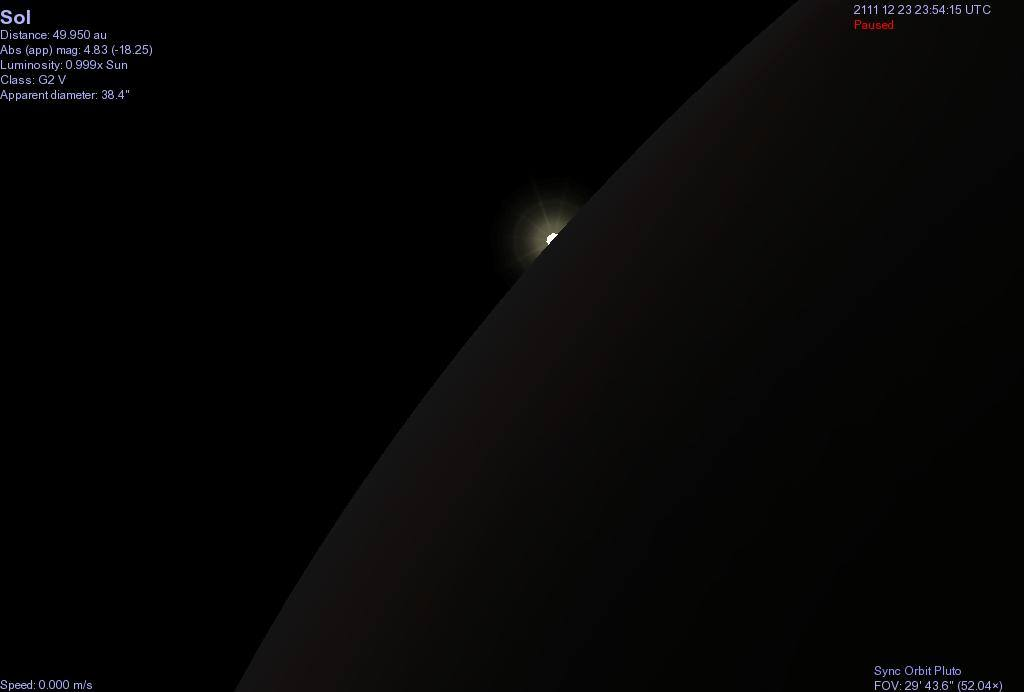
2111年12月23日のカロンによる日食

## 概要
冥王星における日食とは、冥王星の表面から見て、衛星であるカロン、ニクス、ヒドラ、ケルベロス、ステュクスが太陽を隠すことである。これは、冥王星と太陽を結ぶ直線の間に偶然衛星が入った場合に発生する。
冥王星は、軌道面に対して赤道傾斜角が約120度とかなり傾いているため、日食を起こすタイミングは近日点と遠日点を中心とした2つのポイントでのみ発生しうる。なお、冥王星の衛星はどれも冥王星の赤道傾斜角からはほとんど傾いていないため、期間中は頻繁に日食が発生する。

## 各衛星の日食

### カロン
カロンによる日食は、カロンの見かけの大きさがかなり大きいため、全てが皆既食になる。具体的には、カロンの視直径が約4度なのに対し、太陽の視直径が約40秒から約60秒なので、カロンの直径は太陽の240倍も大きい事になる。このため皆既食と言っても、地球で見られる皆既日食のようなコロナを観察することはできない。また、カロンが冥王星のかなり近い所を公転しているので、冥王星の大部分で日食を観測する事が出来る。なお、冥王星とカロンは同期回転をしているので、日食が観測できるのはカロンが見えている半球のみである。日食は、最も長いときでは約90分間継続する。

### その他の衛星
その他の衛星による日食は、大きさの不確かさがあるため詳細は分かっていない。視直径はそれぞれニクスは3分から9分、ヒドラは2分から7分であるため、どちらも皆既食になりうる。

## 過去と未来の日食
冥王星において近い過去で見られた日食は、1985年2月から1990年10月の期間中であった。このとき、地球から見ればカロンによって冥王星の食が起こるため、冥王星とカロンの正確な直径を求める事が出来た。次回の日食は2103年10月から2117年1月に起こる。

## その他
カロンから冥王星を見れば、カロンにおける冥王星による日食が観測できる。